# الکساندر داوژنکو
الکساندر پتروویچ داوژنکو (به اوکراینی: Олександр Петрович Довженко) (به روسی: Алекса́ндр Петро́вич Довже́нко) فیلمساز معتبر قدیمی روسی بود.
وی به سال ۱۸۹۴ در اوکراین زاده شد و در سال ۱۹۵۶ از دنیا رفت. او مراحل مختلف هنری را سپری کرده‌است. چنان‌که ابتدا به عنوان معلم نقاشی و کاریکاتوریست کارش را آغاز کرده و سپس از ۱۹۲۶ در مقام سناریست به فعالیت خود ادامه داده‌است. به مدت چهار سال در آموزشگاه معلم‌ها به فیزیک علوم طبیعی و ورزش پرداخته و در دانشگاه بیولوژی خوانده و در جنگ جهانی اول در جبههٔ لهستان جنگیده‌است بعد از خاتمهٔ جنگ بعلت لیاقتش عهده‌دار مشاغل سیاسی در کی یف خارکیف لهستان و برلین گردیده‌است. در این دوره دوباره به آموزش نقاشی روی آورده و در ۱۹۲۳ به عنوان طراح در روزنامه‌ها و مجلات خارکیف کار کرده‌است. در ۱۹۲۶ به اودسا رفته و نخستین فیلمش را با همکاری ساخته‌است. داوژنکو از فیلمسازی است که هم آثار صامت باارزشی دارد و هم فیلم‌های ناطقش قابل توجه می‌باشد. داوژنکو بعد از ساختن اولین فیلم ناطق خود «ایوان» یک دوره را در ارتش گذرانیده و سپس به نوشتن نمایشنامه و داستان کوتاه و بلند پرداخته‌است. تنها کار سینمایش را دوران جنگ نوشتن فیلمنامه و سرپرستی فیلم‌های خبری می‌باشد.
همسرش «یولیا سولنتسوا» که از ۱۹۳۰ به بعد با او همکاری نموده بعد از مرگش چندتایی از طرح‌هایش را می‌سازد

## فیلمشناسی
- واسیای اصلاح طلب
- میوه‌های عشق
- کیف ممهور سیاسی
- قورخانه
- زمین
- ایوان
- آزادی (همکار کارگردان یولیا سولنتسه وا)
- پیروزی در اوکراین (همکار کارگردان یولیا سولنتسه وا)
- زادگاه
- میچورین
- خداحافظ (ناتمام)
- دختران در اونیفورم
- کنگره می‌رقصد
- شعر دریا